# Balázs Varga
Balázs Varga (ungarisch Varga Balázs; * 13. August 2003 in Budapest) ist ein ungarischer Eishockeyspieler, der seit 2021 bei JYP Jyväskylä unter Vertrag steht und dort seit 2023 in der Liiga spielt.

## Karriere
Varga begann seine Karriere als Eishockeyspieler bei Alba Volán Székesfehérvár. 2018 wechselte er nach Finnland zu KooKoo, wo er drei Jahre verschiedene Juniorenmannschaften durchlief. Anschließend wechselte er zu JYP Jyväskylä. Auch dort spielte er zunächst im Nachwuchsbereich. Seit 2023 wird er auch in der Herren-Mannschaft eingesetzt, die in der Liiga antritt. Ein Spiel absolvierte er auch KeuPa HT in der zweitklassigen Mestis. 2024 wurde er zum besten ungarischen Nachwuchsspieler gewählt.

### International
Bereits im Juniorenbereich stand Varga für die U18-Mannschaft Ungarns bei der Weltmeisterschaft der Division I 2019 und die U20-Mannschaft bei der Weltmeisterschaft der Division I 2023 auf dem Eis.
Sein Debüt in der A-Nationalmannschaft gab er bei der WM der Division I 2024, als er mit den Ungarn in die Top-Division aufstieg.

## Erfolge und Auszeichnungen
- 2024 Ungarischer Nachwuchsspieler des Jahres
- 2024 Aufstieg in die Top-Division bei der Weltmeisterschaft der Division I, Gruppe A